# Universitat de Sherbrooke
La Université de Sherbrooke, fundada el 1954, és una universitat francòfona situada a Sherbrooke, a la regió d'Estrie (Quebec). La Universitat compta amb 35.000 alumnes i el seu cos docent es compon de 3.200 persones (dades de 2007). En total, la Universitat empra a 6.400 persones. Compta així mateix amb més de 100.000 graduats i ofereix 46 programes de llicenciatura, 48 programes de mestratge i 27 programes de doctorat. Posseeix 61 càtedres de recerca que abasten àmbits com la farmacologia, la microelectrònica o el medi ambient, entre d'altres.
La Université de Sherbrooke posseeix sis campus : 
- El Campus principal de Sherbrooke
- El Campus de la salut de Sherbrooke
- El Campus del centre urbà de Sherbrooke
- El Campus de Longueuil
- El Campus conjunt de Saguenay
- El Campus conjunt de Moncton a Nou-Brunswick